# 中央研究院

中央研究院大門

中央研究院，簡稱中研院，是中華民國的國家學院及學術最高殿堂，為總統府直屬機構，其任務包括人文及科學研究，指導、聯絡及獎勵學術研究，培養高級學術研究人才，並兼有科學與人文之研究。
中研院的院本部位於臺灣臺北市南港舊庄，並在臺南市歸仁區的沙崙智慧綠能科學城設有南部院區。另有部分研究所位於臺北市國立臺灣大學校總區。
中央研究院所屬之研究員、副研究員與助研究員，其位階與學術地位普遍高於一般大學教授、副教授與助理教授，由於研究要求上的落差，大學教授如想轉任中央研究院研究員，通常需要降級（例如：教授改聘為副研究員，副教授改聘為助研究員）。臺灣的大學也經常藉由合聘與兼任的方式，聘請中央研究院研究員充實其師資陣容與指導研究生。
中央研究院院士為中華民國學術界最高榮譽，許多院士是在中央研究院擔任專任研究員時當選，或是當選後兼任研究員或通信研究員，所以有相當比例的院士同時在院內擔任研究員。

## 沿革

### 成立

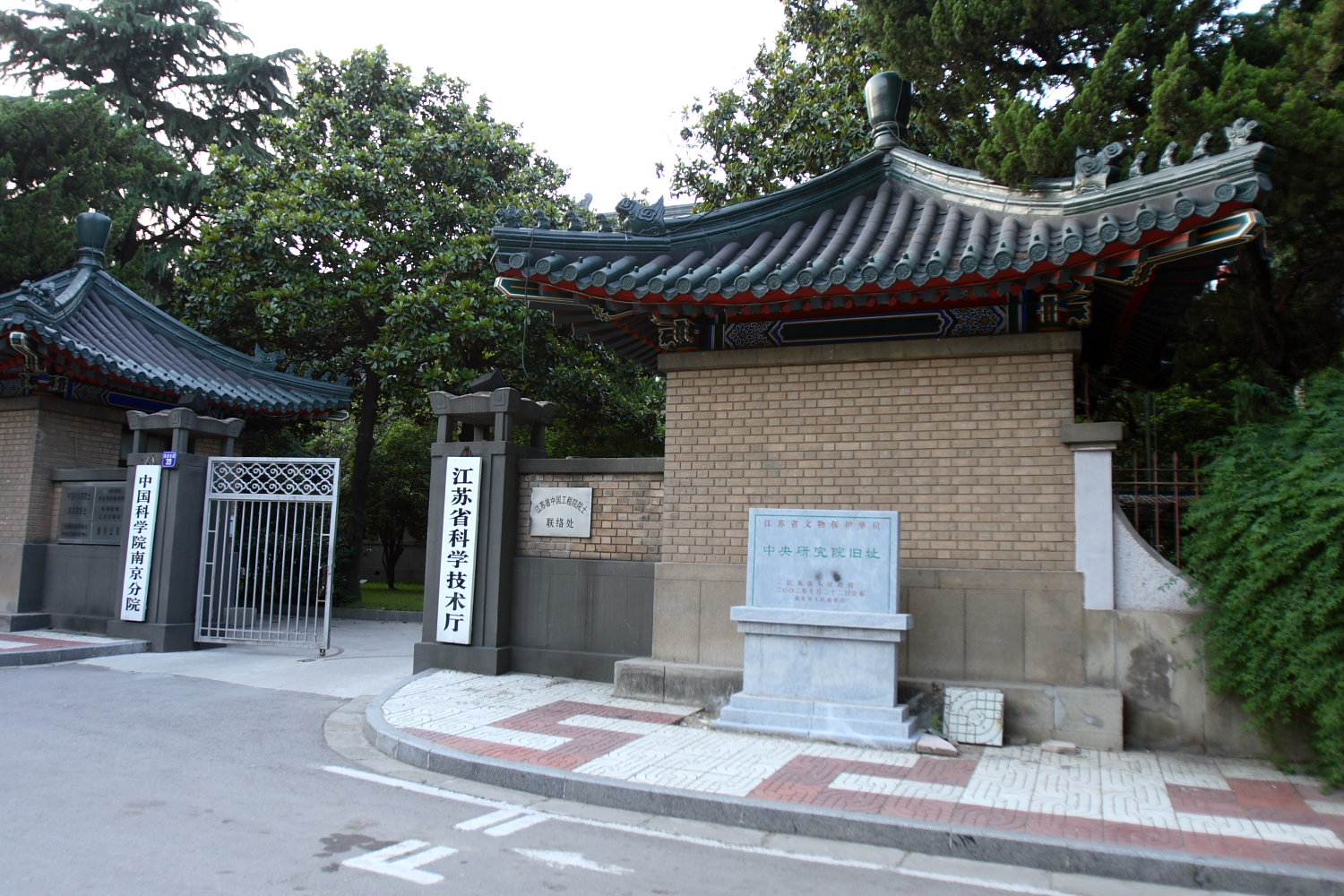
位於南京明代國子監故地的國立中央研究院舊址

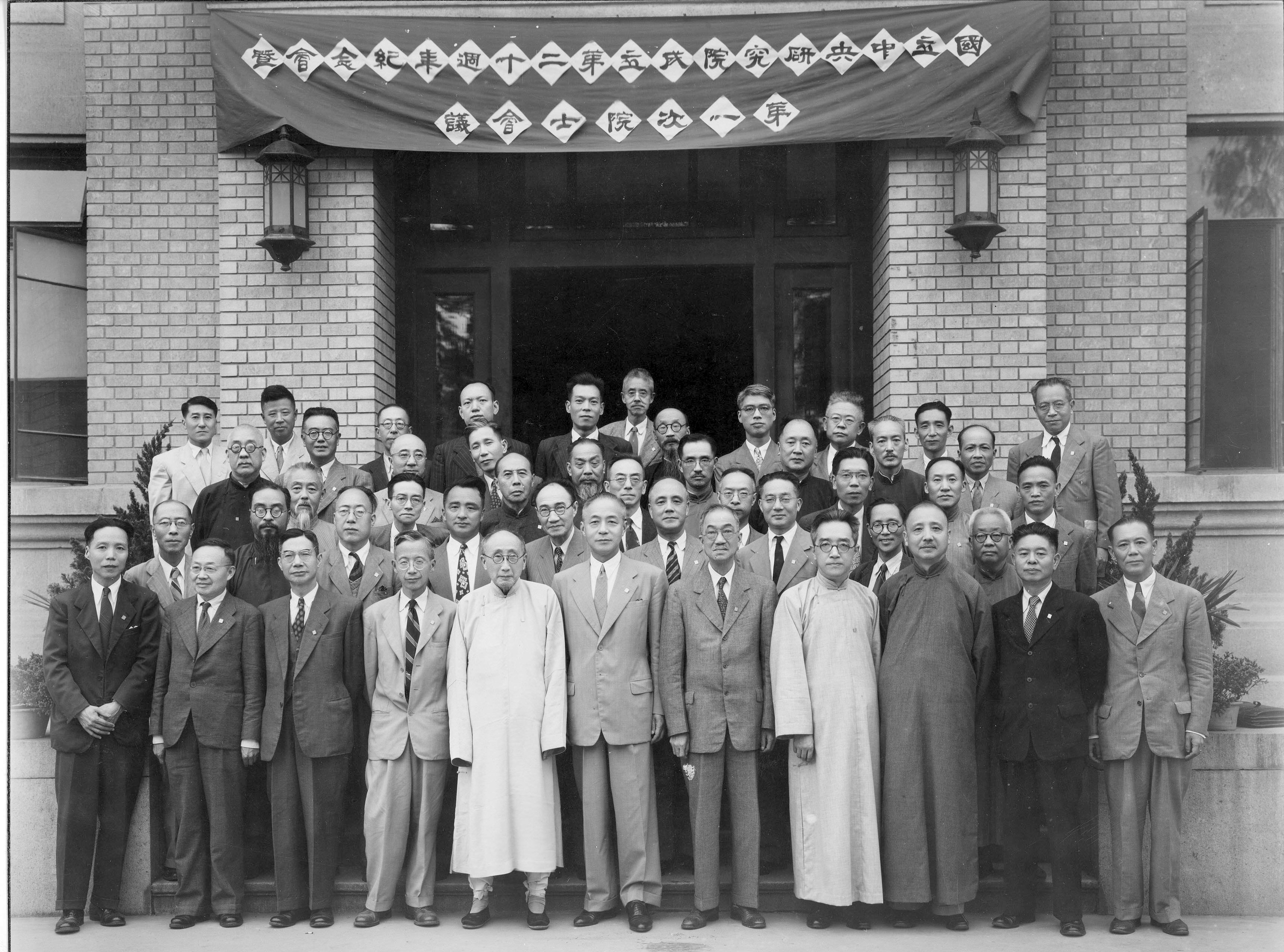
1948年中央研究院第一屆院士於南京院址合影

1927年4月17日，中國國民黨中央政治會議第七十四次會議在南京舉行，李石曾（煜瀛）提出設立中央研究院案，決議推李石曾、蔡元培（孑民）、張人傑（靜江）共同起草中研院組織法。5月9日，中國國民黨中央政治會議第九十次會議議決設立中研院籌備處，並推定蔡元培、李煜瀛、張人傑、褚民誼、許崇清、金湘帆為籌備委員。7月4日，《中華民國大學院組織條例》公布，改列籌設中的中央研究院為中華民國大學院的附屬機關之一。11月9日，《中央研究院組織法》公布，明定「中央研究院直隸於中華民國國民政府，為中華民國最高學術研究機關」，設立：物理、化學、工程、地質、天文、氣象、歷史語言、國文學、考古學、心理學、教育、社會科學、動物、植物等十四個研究所。11月20日，大學院院長蔡元培聘請學術界人士30人在大學院召開中研院籌備會及各專門委員會聯合成立大會，討論中研院組織大綱及籌備會進行方法。議決先籌設各研究單位，計有：理化實業研究所、地質調查所、社會科學研究所、觀象台四個研究機構，並推定各所常務籌備委員，積極展開籌備工作。
1928年4月10日，頒布《修正國立中央研究院組織條例》，中央研究院改為不屬於大學院的獨立機關。4月23日，國民政府特任蔡元培為中央研究院院長。5月，啟用印信。6月9日，中央研究院第一次院務會議在上海東亞酒樓舉行，宣告中央研究院正式成立。創辦中央研究院的主要成員是中國科學社社員，對外譯名為Academia Sinica則是來自馬相伯的原稿手筆。中央研究院成立後接收中國科學社在國際上作爲中國科學界官方代表的地位。
中央研究院院址當時設於南京雞鳴寺南側，鄰近明代南京國子監故地，包括中央研究院总办事处大楼、中央研究院历史语言研究所大楼、中央研究院地质研究所大楼三座建筑，分别修建于1947年、1936年、1931年，三座建筑均由杨廷宝设计。

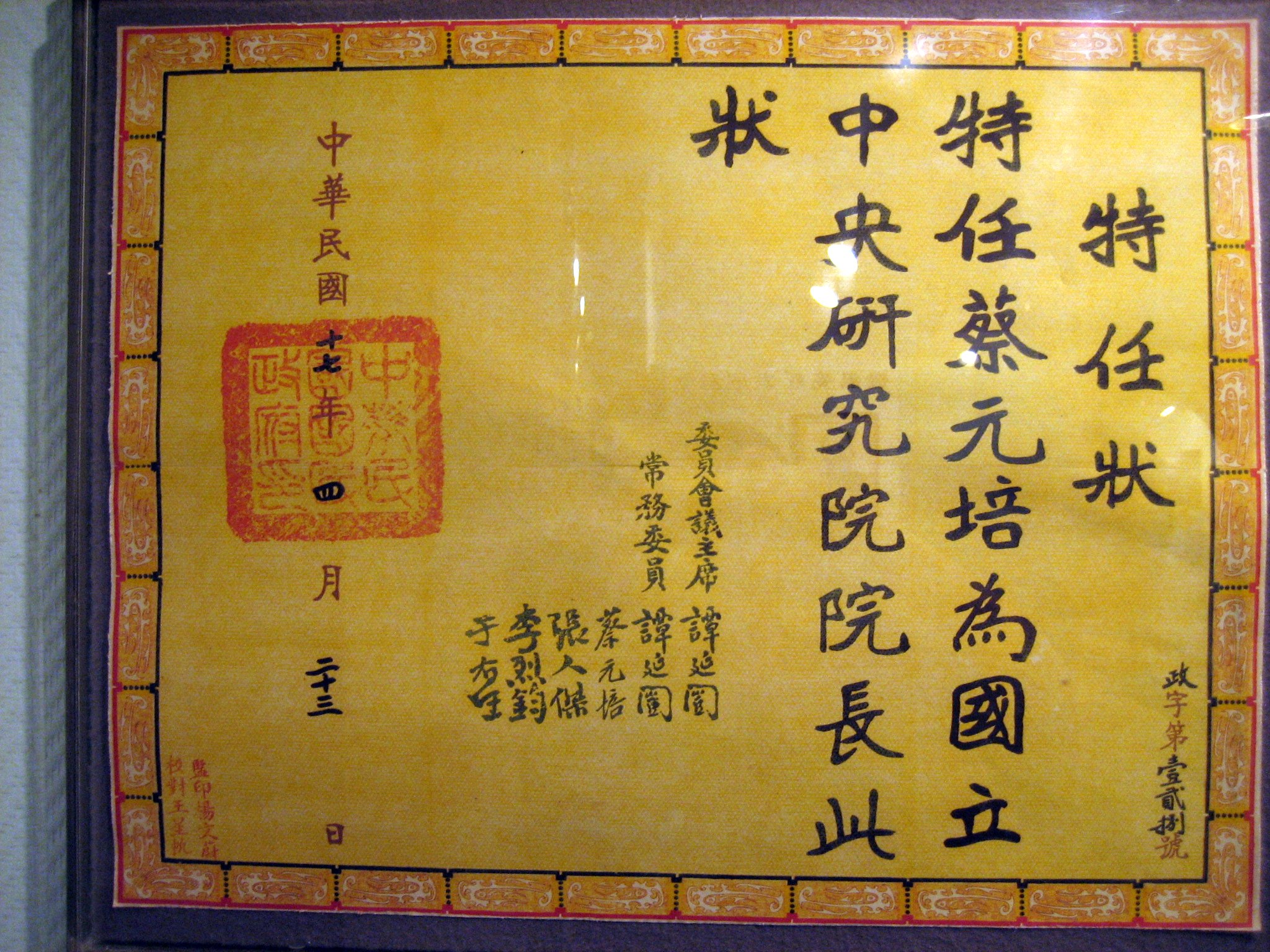
蔡元培任院长的國民政府特任状

在首任院長蔡元培任內，中央研究院陸續在南京、上海等地設立十個研究所，係由理化實業研究所、社會科學研究所、歷史語言研究所、地質調查所、觀象台與自然歷史博物館演展而來。抗戰期間中央研究院曾西遷昆明、桂林、四川李庄等地，抗戰勝利後方復還京、滬。1948年3月26日，中央研究院第一屆院士選出，共81人。9月23日，第一次院士會議舉行，中研院之體制始告完成。
- 理化實業研究所於1927年11月籌設，下有物理組、化學組、工程組。1928年7月分立為物理研究所、化學研究所、工程研究所，均在上海。
- 地質調查所於1927年11月籌設，1928年7月成立地質研究所，在上海。
- 社會科學研究所於1927年11月籌設，1928年5月正式成立，下有法制組、民族組、經濟組、社會組，前兩組在南京，後兩組在上海。1934年7月，中華教育文化基金董事會之北平社會調查所併入該所，1945年改稱社會研究所。
- 觀象台於1927年11月更名，下有天文組、氣象組。1928年2月分立為天文研究所、氣象研究所，均在南京。
- 1928年3月在廣州國立中山大學籌設歷史語言研究所（借用1927年夏設立的國立中山大學語言歷史研究所設備與人員），10月22日遷入廣州柏園正式成立，後遷北平、上海、南京。體質人類學研究所於1944年由史語所第四組中抽出另設，抗戰勝利復員後因限於經費，又由史語所收回接辦。
- 自然歷史博物館於1929年1月籌備，1930年1月成立於南京。1934年7月更名為「動植物研究所」。1944年5月分立動物研究所、植物研究所。
- 心理研究所於1928年11月決定設立，1929年1月籌備，1929年5月正式成立，在北平。
- 數學研究所於1941年籌備，1947年正式成立，在上海。
- 醫學研究所於1944年籌備。
- 近代物理（即原子能）研究所於1945年秋籌設，嗣因倉促遷台，未能完成。

### 在臺復院

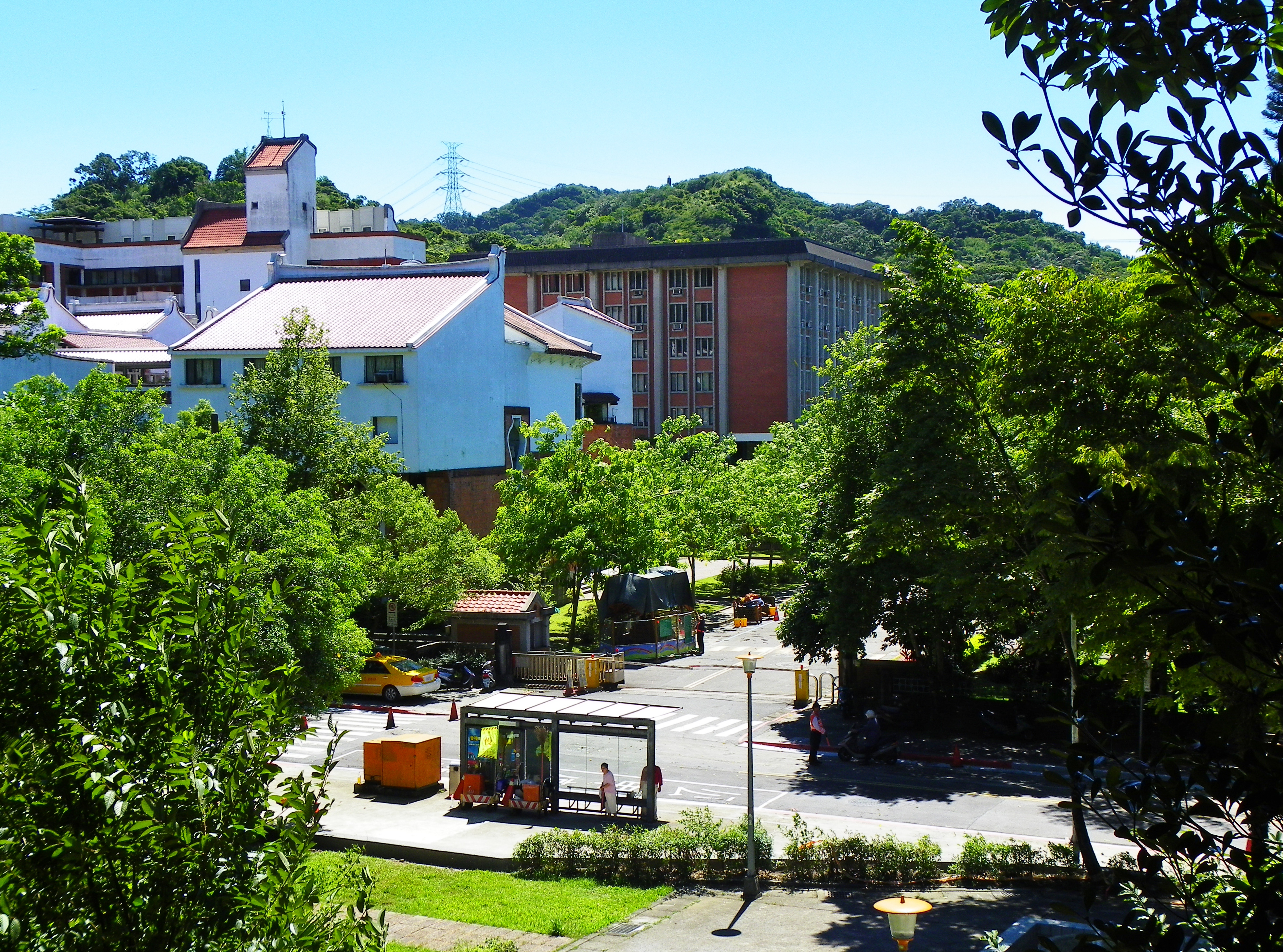
南港院區民族學研究所

1954年，經朱家驊院長多方奔走，在臺灣臺北南港現址營建院區。「植物研究所」在臺復所。1955年，成立「近代史研究所」及「民族研究所」籌備處。
1957年，多方討論出「以報到登記人數為實有全體人數」之辦法並呈奉總統令准，於4月2日在台舉行第二次院士會議，4月3日舉行第三屆評議會首次會議。同年12月，胡適繼朱家驊之後擔任院長，1958年正式就職。「化學研究所」在臺復所。

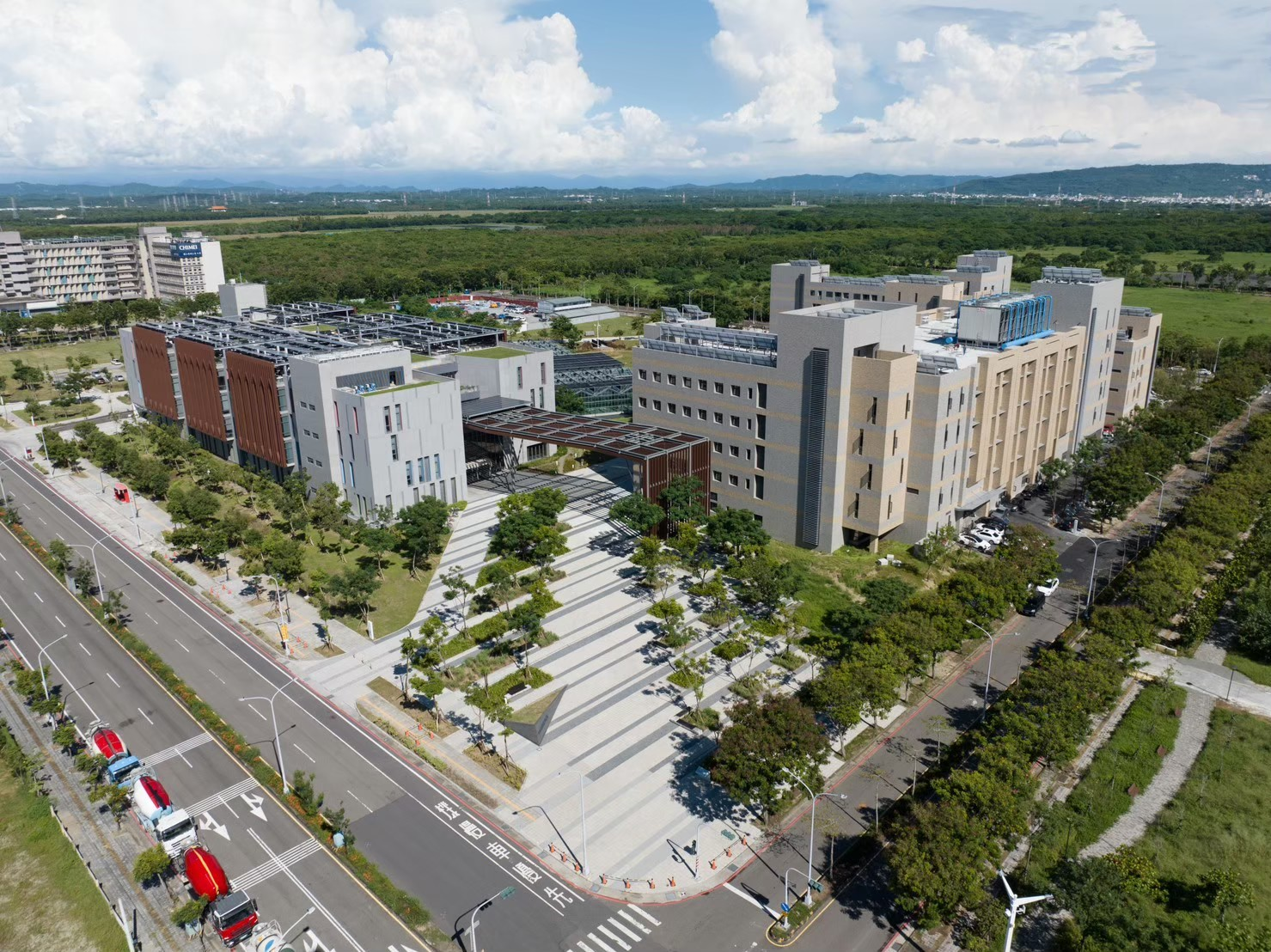
中央研究院南部院區

中研院自2012年開始評估設置南部院區，擇定以位於高速鐵路台南車站特定區的沙崙智慧綠能科學城為基地，佔地7.3公頃。規劃以農業生技、循環永續、臺灣文史為研究方向，2020年9月進駐營運，2024年2月1日成立南部院區服務處。
以下是中研院在臺復院後的大事紀要：
- 1958年，舉行第三次院士會議。
- 1959年，舉行第四次院士會議。同年「動物研究所」在台復所。
- 1962年，舉行第五次院士會議，王世擔任院長。成立「經濟研究所」籌備處，「物理研究所」在臺復所。
- 1970年，錢思亮繼王世杰之後擔任院長。成立「生物化學研究所」。
- 1974年，舉行第十一次院士會議。成立「美國文化研究所」。
- 1975年，「三民主義研究所」成立。
- 1976年，成立「地球研究所」籌備處。
- 1977年，成立「資訊研究所」籌備處。
- 1978年，舉行第十三次院士會議。
- 1980年，舉行第一次國際漢學會議。
- 1981年，成立「生物醫學科學研究所」、「原子與分子科學研究所」籌備處。
- 1983年，吳大猷接任院長。
- 1986年，舉行第二次國際漢學會議。
- 1989年，成立「中國文哲研究所」籌備處。
- 1991年，ICSU在臺首次學術研討會。「美國文化研究所」更名為「歐美研究所」。
- 1993年，成立「天文研究所」、「臺灣史研究所」籌備處。
- 1994年，旅美學人李遠哲返國接任院長。「中山人文社會科學研究所」與「蔡元培人文社會科學研究中心」合併成立「人文社會科學研究中心」。
- 1995年，成立「社會學研究所」籌備處。
- 1997年，成立「語言學研究所」籌備處。
- 1998年，成立「生物農業研究所」籌備處。
- 2002年，成立「政治學研究所」籌備處。
- 2003年，成立「基因體研究中心」。
- 2004年，成立「生物多樣性研究中心」、「社會學研究所」、「法律學研究所」籌備處。
- 2005年，由「動物研究所」改組為「細胞與個體生物學研究所」、由「植物研究所」改組為「植物暨微生物學研究所」。
- 2006年，8月「生物農業科學研究所籌備處」轉成立為「農業生物科技研究中心」。10月翁啟惠接任院長。
- 2008年，成立「南部生物技術中心」，位於臺南市南部科學園區。前身為「南部生物技術計畫中心」。
- 2010年，舉行第二十九次院士會議。
- 2010年6月1日，國家生技研究園區動工。
- 2012年4月，舉辦第一屆「臺灣研究世界大會」，11個所、處和中心參與籌備，共籌組二場專題演講及26個專題場次，發表102篇論文。大會邀請170位國內外學者與會發表論文、評論和主持，12國逾500學者報名。[3][4]
- 2018年5月11日，臺南市歸仁區南部院區動土，包括「跨領域研究大樓」、「研究大樓」、「量子實驗室」與「量子科技實驗大樓」，所有工程將在2026年竣工。

## 組織

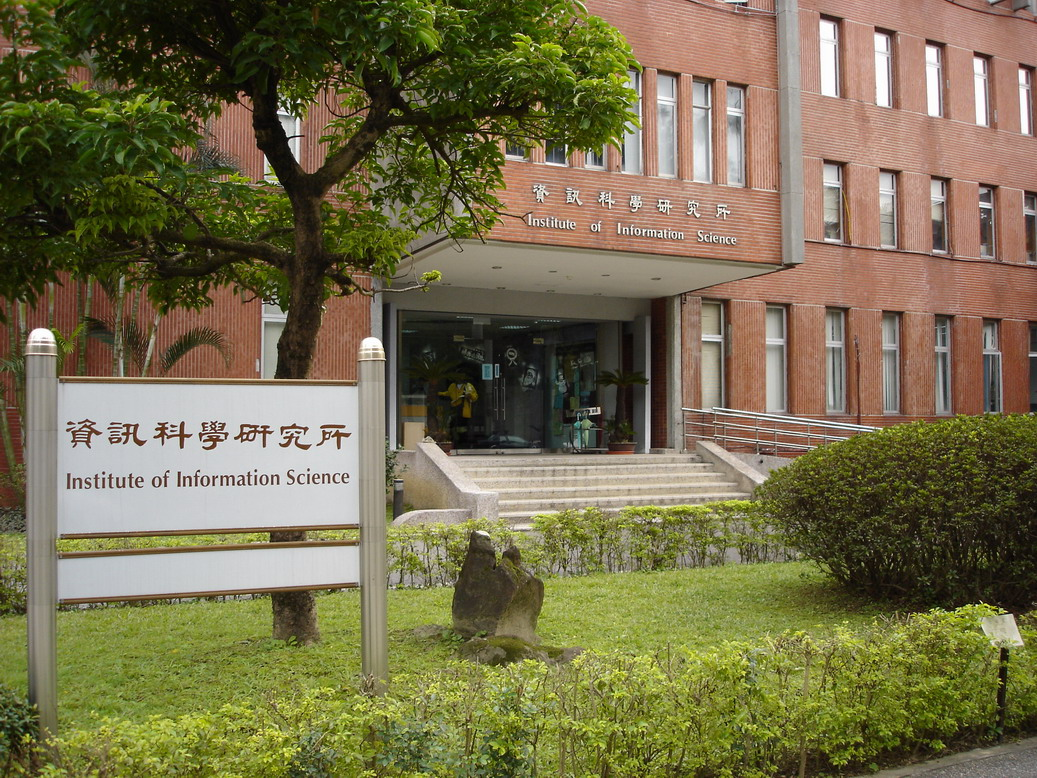
資訊科學研究所大門

### 層級架構
- 院長
- 院士會議
- 評議會
  - 副院長
  - 學術諮詢總會
    - 院務會議
    - 各研究所（籌備處）、研究中心學術諮詢委員會
      - 院本部
      - 研究所（籌備處）、研究中心
      - 各委員會

### 院本部

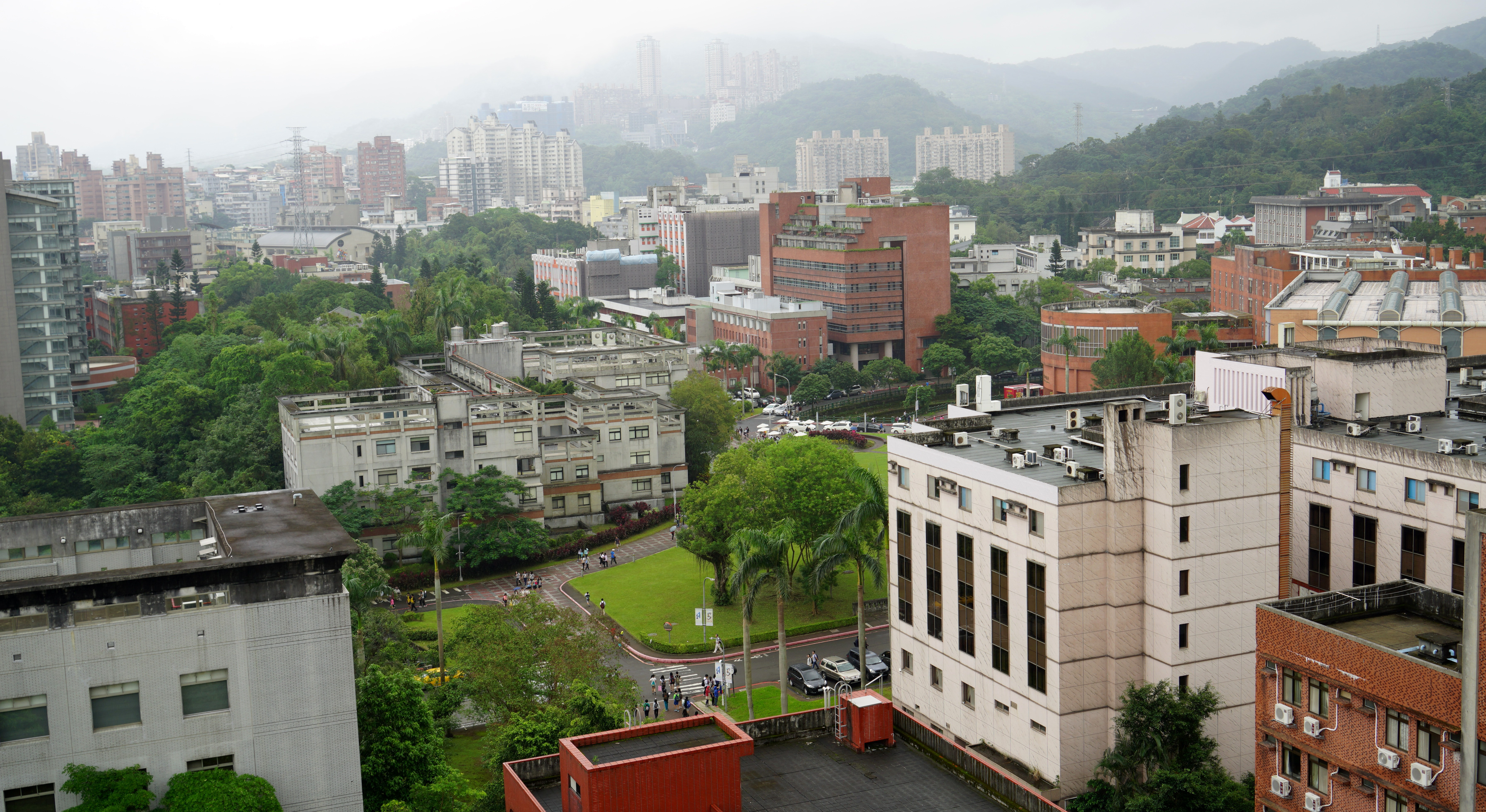
由人文社會科學館俯看院區

- 秘書長
- 副秘書長
- 總務處
- 國際事務處
- 學術及儀器事務處
- 秘書處
- 智財技轉處
- 資訊服務處
- 法制處
- 主計室
- 人事室
- 政風室
- 南院服務處

### 研究所、研究中心

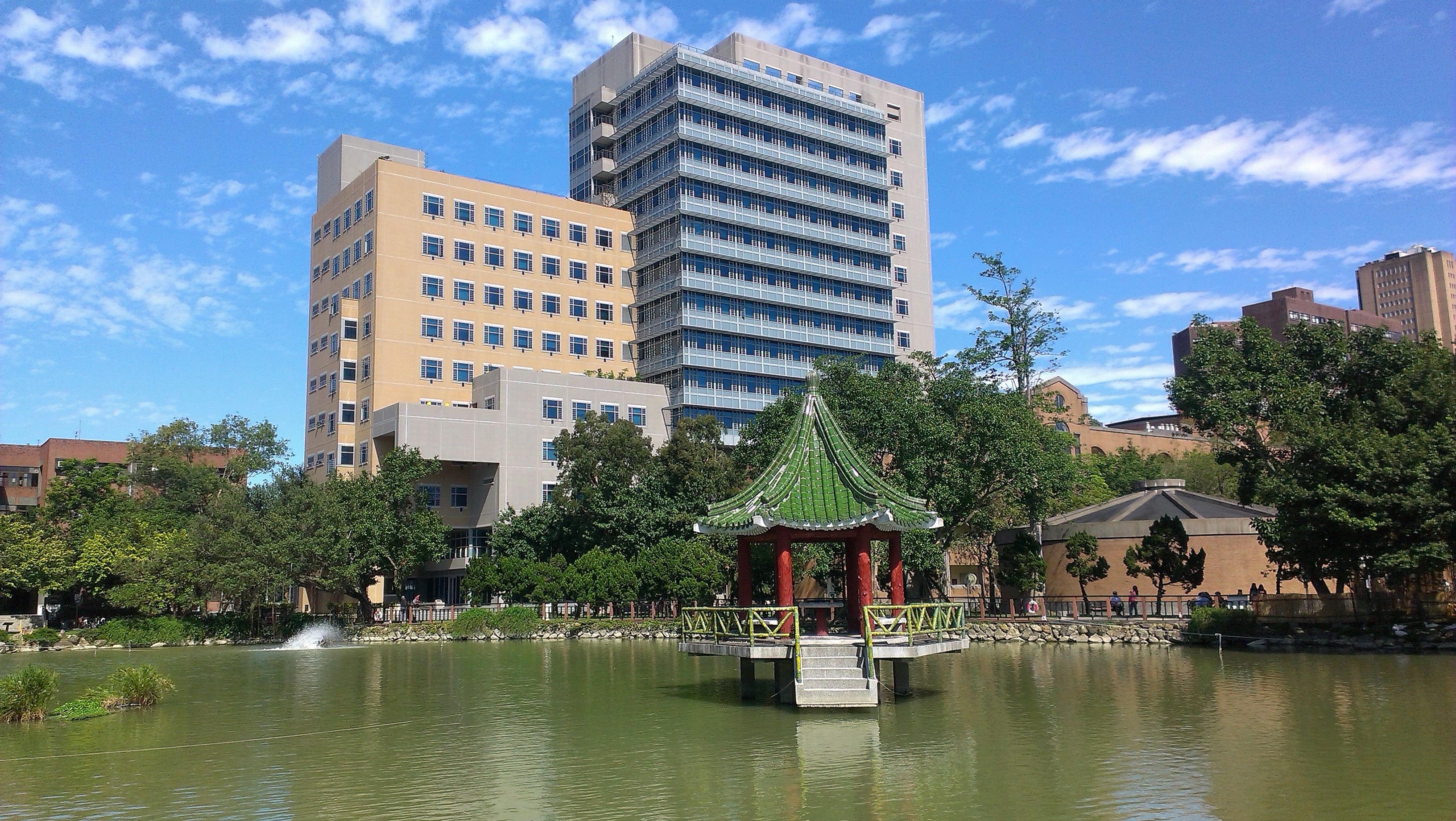
國立臺灣大學天文數學館，由中研院數學研究所、中研院天文及天文物理研究所、臺大數學系、臺大天文物理研究所共同使用

對照1927年所通過的組織條例，列舉設有物理、化學、工程、地質、天文、氣象、歷史語言、國文學、考古學、心理學、教育、社會科學、動物、植物等十四個研究所，但部份學門創院至今仍未設所（如心理學、教育學），或是在大陸時期曾創設但仍未復所；當中多為人文社會科學學門的領域，使中研院在這方面的發展規模仍不甚完備。
數理科學組
- 數學研究所
- 物理研究所
- 化學研究所
- 地球科學研究所
- 資訊科學研究所
- 統計科學研究所
- 原子與分子科學研究所
- 天文及天文物理研究所
- 應用科學研究中心
- 環境變遷研究中心
- 資訊科技創新研究中心

生命科學組
- 植物暨微生物學研究所
- 細胞與個體生物學研究所
- 生物化學研究所
- 分子生物研究所[5]。
- 生物醫學科學研究所
- 農業生物科技研究中心
- 基因體研究中心
- 生物多樣性研究中心
- 生醫轉譯研究中心

人文社會科學組
- 歷史語言研究所
- 民族學研究所
- 近代史研究所
- 經濟研究所
- 歐美研究所
- 中國文哲研究所
- 臺灣史研究所
- 社會學研究所
- 語言學研究所
- 法律學研究所
- 政治學研究所
- 人文社會科學研究中心[b]

#### 相關附屬場館
圖書館系統
- 中央研究院圖書館
- 科技部數學中心暨中央研究院數學研究所圖書館
- 化學研究所圖書館
- 地球科學研究所圖書館
- 統計科學研究所圖書館
- 資訊科學研究所圖書室
- 天文及天文物理研究所圖書館
- 國立臺灣大學化學系圖書室（原子與分子科學研究所聯合圖書室）
- 經濟研究所圖書館
- 歐美研究所圖書館
- 民族學研究所圖書館
- 中國文哲研究所圖書館
- 人社中心圖書館（人文社會科學研究中心）
- 郭廷以圖書館（近代史研究所）
- 傅斯年圖書館（歷史語言研究所）
- 生命科學圖書館
- 人文社會科學聯合圖書館

文物場館
- 胡適紀念館（近代史研究所）
- 吳大猷紀念館（物理研究所）
- 歷史文物陳列館（歷史語言研究所）
- 民族學研究所博物館
- 近代史研究所檔案館
- 臺灣史研究所檔案館
- 臺灣史研究所口述歷史室
- 蔡元培紀念館（總務處）
- 臺灣考古館（歷史語言研究所）

其他場館
- 人文社會科學館
- 學術活動中心
- 綜合體育館
- 嶺南美術館（歐美研究所）
- 生物多樣性研究博物館（生物多樣性研究中心）

### 委員會
因應業務需要，中研院在院務會議之下設立各種委員會：
- 資訊安全委員會
- 人文社會科學館公共事務委員會
- 行政電腦化推動委員會
- 人權委員會
- 醫學研究倫理委員會
- 中央研究院科學教育推動委員會
- 中央研究院與國立清華大學合作協議
- 國際科學理事會中華民國委員會
- 中央研究院動物實驗管理小組
- 生物實驗安全委員會
- 本院出版委員會
- 學術交流及合作委員會
- 漢籍電子文獻協調委員會
- 資訊業務諮議委員會
- 本院與公私立大學及研究機構訂定學術合作辦法審查委員會
- 本院轉殖植物實驗室管理委員會
- 數位典藏諮議委員會
- 本院台灣地震數位知識庫建置諮議委員會
- 院區環境美化推動委員會
- 院區交通管理委員會
- 宿舍管理委員會
- 嶺南美術館管理委員會
- 學術活動中心管理委員會
- 綜合体育館管理委員會
- 輻射防護管理委員會
- 中央研究院在台五十年專書編纂委員會
- 藝文活動推動委員會
- 週報編輯委員會
- 研究發展成果管理委員會
- 太平洋鄰里協會
- 國際研究生院推動委員會
- 溫室管理委員會

## 成員

### 院士
中央研究院從1948年開始選舉院士，目前每兩年由院士會議從全國學術界成績卓著人士中新選一批，2023年起明確要求院士候選人需具有中華民國單一國籍或雙重國籍（內政部協助審認國籍），名譽院士則維持不限國籍（過去曾出現中華人民共和國籍與新加坡籍院士）。
中央研究院院士為終身職，分為數理科學、生命科學、人文社會科學三組。職權如下：選舉院士及名譽院士；選舉評議員；籌議國家學術研究方針；受政府及有關單位之委託，辦理學術設計、調查、審查及研究事項。
中研院於2020年10月時，院士計有278人，其中數理科學組69人、工程科學組 58人、生命科學組93人、人文及社會科學組58人。2016年7月院士會議前，有名譽院士數理科學組5人、生命科學組6人、人文及社會科學組2人；院士會議時選出2位工程科學組的名譽院士：美國國家工程學院院長克萊頓及2014年諾貝爾物理學獎得主日本教授中村修二。

### 評議會
中央研究院評議會為中研院的常設評議機構，職權包括：
1. 議定中研院研究學術計畫；
2. 評議關於研究組織及工作興革事宜；
3. 促進國內外學術合作及聯繫；
4. 受中央政府委託，規劃學術發展方案；
5. 中央研究院院長任期屆滿、辭職或出缺時，選舉院長候選人。

中央研究院院長、副院長、各研究所所長及各研究中心主任為當然評議員，並以院長為評議會議長。聘任評議員30-50人，由院士選舉，經中研院呈請總統聘任之，任期三年，連選得連任。評議會每年開會兩次。
1935年6月，中央研究院举行首届评议会选举，胡适、陈垣、陈寅恪等人入選。1940年舉行第二届评议员选举。

## 歷任院長
2001年10月新版《中央研究院組織法》公布實施，其中的院長遴選辦法規定，院長任期屆滿時，由院評議會就院士中選舉院長候選人三人，呈請總統遴選並任命。院長任期五年，連選得連任一次。以下，依任職時間，列出中央研究院歷任院長：
| 任次  | 肖像 | 姓名               | 就職時間       | 卸任時間       | 備註     |
| 院長  | 院長 | 院長               | 院長           | 院長           | 院長     |
| ----- | ---- | ------------------ | -------------- | -------------- | -------- |
| 1     |      | 蔡元培 (1868–1940) | 1928年4月23日  | 1940年3月5日   | 任內逝世 |
| 代理  |      | 朱家驊 (1893–1963) | 1940年9月18日  | 1957年11月4日  |          |
| 2     |      | 胡適 (1891–1962)   | 1957年11月4日  | 1962年2月24日  | 任內逝世 |
| 3     |      | 王世 (1891–1981)   | 1962年4月28日  | 1970年4月15日  |          |
| 4-5   |      | 錢思亮 (1908–1983) | 1970年5月6日   | 1983年9月15日  | 任內逝世 |
| 6     |      | 吴大猷 (1907–2000) | 1983年10月24日 | 1994年1月18日  |          |
| 7-8   |      | 李遠哲 (1936–)     | 1994年1月18日  | 2006年10月18日 |          |
| 9-10  |      | 翁啟惠 (1948–)     | 2006年10月19日 | 2016年5月10日  |          |
| 11-12 |      | 廖俊智 (1958–)     | 2016年6月21日  | 現任           |          |

### 總幹事
中央研究院在1928至1990年間設總幹事一職，受院長領導，處理全院行政事務。歷任總幹事如下：
| 任次 | 姓名   | 就職時間   | 卸任時間   | 備註                                                   |
| ---- | ------ | ---------- | ---------- | ------------------------------------------------------ |
| 1    | 楊銓   | 1928年4月  | 1933年6月  | 任內逝世，丁燮林代理                                   |
| 2    | 丁文江 | 1934年6月  | 1936年1月  | 任內逝世，丁燮林代理                                   |
| 3    | 朱家驊 | 1936年6月  | 1938年12月 |                                                        |
| 4    | 任鴻雋 | 1938年12月 | 1940年9月  |                                                        |
| 5    | 傅斯年 | 1940年9月  | 1941年9月  | 因病辭職                                               |
| 6    | 葉企孫 | 1941年9月  | 1943年9月  |                                                        |
| 7    | 李書華 | 1943年9月  | 1945年9月  |                                                        |
| 8    | 薩本棟 | 1945年9月  | 1948年12月 | 因病辭職，錢臨照代理，後留在大陸未跟隨遷台             |
| 9    | 周鴻經 | 1949年6月  | 1956年9月  | 離任後楊樹人代理                                       |
| 10   | 楊樹人 | 1957年4月  | 1958年1月  | 真除。離任後全漢昇代理                                 |
| 11   | 阮維周 | 1962年5月  | 1964年9月  |                                                        |
| 12   | 袁貽瑾 | 1964年10月 | 1968年5月  | 離任後李亦園代理                                       |
| 13   | 高化臣 | 1970年11月 | 1983年1月  | 末任。離任後韓忠謨代理，後總幹事職務取消，改設副院長。 |

## 重大事件

### 院內人員感染
- 2020年3月22日，四人為境外案例造成群聚感染。[16]
- 2021年12月9日，於基因體研究中心P3實驗室，一名研究助理違反SOP作業流程而染疫確診[17][18][19][20]。

### 淹水
- 1977年9月，中研院院區附近山洪暴發，各館大約有一半進水，其中包括歷史語言研究所考古館、傅斯年圖書館、胡適紀念館、近代史研究所等，但損失不大。[21]
- 1984年6月3日，六三水災造成四分溪（當時尚未命名）暴漲，導致中研院院區嚴重淹水。臺北市政府因而擬以「截彎取直」方式，整治四分溪。[22]
- 2001年9月17日，納莉颱風所挾帶豪雨再次造成四分溪暴漲，中研院鄰近四分溪之七個研究所地下樓層直接遭受大水侵襲，粗估此次水患硬體受損新台幣二億元左右，多年來的研究成果損失無法估計。[23]其損失項目，如地球科學研究所、生物化學研究所的昂貴儀器與稀有樣本，[24][25]以及歐美研究所圖書館的部分藏書等。[26]

### 利益迴避爭議
- 2016年4月21日，中研院院長翁啟惠因涉嫌對價利益輸送，遭士林地檢署列為《貪污治罪條例》偵字案被告且限制出境。翁啟惠於3月請辭院長，5月10日批准。
- 2017年1月，士林地檢署依《貪污治罪條例》起訴翁啟惠。
- 2018年12月，士林地方法院一審宣判翁啟惠無罪，士林地檢署決定不上訴，翁啟惠無罪定讞。

### 誘導式問卷爭議
- 2017年7月5日，中研院社會學研究所研究員楊文山教授主持之「2017第一次社會意向調查」問卷中，針對同性婚姻議題之題目選項，出現「直接修改民法，改變婚姻是一男一女結婚的傳統定義」及「另外訂立專法，保障同性戀伴侶的醫療、財產處理等權益」之誘導性提問，暗示修改民法將改變婚姻定義及訂立專法才能保障同性戀權益。[27]
- 上揭問卷遭網友質疑，涉嫌引用下一代幸福聯盟具誘導性提問的問題；對此，中研院社會學研究所表示，網友質疑的問題中，選項分別為「直接修改民法，破壞一夫一妻的傳統婚姻制度」及「為同性戀者訂定專法，保障同性戀者就醫跟成家的權利」，而社會意向調查問卷之措辭並不同，故沒有誘導性提問情形。[28]

### 論文造假
2018年初，中研院生化所所長陳慶士被檢舉長達十年間研究論文造假。陳慶士在美國俄亥俄州立大學從事多年研究，期間有八篇論文被美國科學促進會旗下雜誌《科學》發現造假，多處數據採樣方式與學界方法重大相異、且有蓄意詐騙跡象。之後俄亥俄州立大學出具70多頁調查報告，建議裁處最重「立即撤稿」處份；案件還在知名學術網站《RetractionWatch》及國際媒體期刊大量報導，使台灣學術聲望重創。同時陳慶士在俄亥俄州立大學的研究資歷是其2014年被聘回台擔任中研院生化所所長的重要參照，重創中研院研究水準。陳慶士在案發後曾向中研院學術倫理諮詢委員會提交報告，並表示數據造假是俄大學的手下學生所做，將錯誤歸咎學生。之後陳慶士自行請辭中研院生化所所長；但中研院表示，將研討其回台工作成果是否有該八篇論文的延伸，探討追回研究經費。

### 勞動環境問題
2019年下半年起，台灣高等教育產業工會陸續收到多位中央研究院勞工反應院內勞動環境的各類問題，包括勞動契約一年一簽（未以不定期契約約定，違反《勞動基準法》）、違法解雇頻傳、部分單位對勞方請假刁難、職場霸凌處理機制不足、考評不透明……等缺失。2021年4月29日，高教工會「中研院分部籌備會」發起人張震宇指出，中央研究院迄今對職場霸凌問題缺乏落實防制措施與申訴管道，導致實務上若有單位長官為了逼退員工而刻意差別對待、惡意刁難、或施以顯然不合理的工作要求，員工往往求助無門。
2021年4月29日，中央研究院表示，中研院訂有「執行職務遭受不法侵害預防計畫」，如舉辦職場霸凌防治講座宣導等，並設「申訴評議委員會」處理職場霸凌申訴案件。中研院也駁斥，並無不當解僱智財技轉處薛姓員工，是薛員多次謊報假別、隱匿出國等情況，帶來防疫風險；也澄清並沒有刁難員工請假，是張姓勞方代表無故擅離職守數十次，且屢勸不改，才會要求張員請假必須據實審核事由。